# Lower Prince's Quarter
Lower Prince's Quarter (hol. Beneden Prinsen Kwartier) – miasto na wyspie Sint Maarten (terytorium Sint Maarten – autonomiczna część Holandii. Według danych szacunkowych na rok 2006 liczy 8 123 mieszkańców. Przemysł spożywczy.